# جايسون نيكسون
جايسون نيكسون هو سياسي كندي، ولد في 26 مايو 1980 بكالغاري في كندا. حزبياً، نشط في United Conservative Party ‏. وقد انتخب عضو الجمعية التشريعية ألبرتا عن دائرة Rimbey-Rocky Mountain House-Sundre ‏ خلال فترته النيابية ‏.